# 337
337（三百三十七、さんびゃくさんじゅうなな）は自然数、また整数において、336の次で338の前の数である。

## 性質
- 337は68番目の素数である。1つ前は331、次は347。
  - 約数の和は338。
- 32番目の 4n + 1 型の素数であり、この類の素数は x2 + y2 と表せるが、337 = 162 + 92 である。1つ前は317、次は349。
- 32番目の 3n + 1 型の素数であり、この類の素数は x2 + 3y2 と表せるが、337 = 172 + 3 × 42 である。1つ前は331、次は349。
- 14番目の 8n + 1 型の素数であり、この類の素数は x2 + 2y2 と表せるが、337 = 72 + 2 × 122 である。1つ前は313、次は353。
- 6番目の 24n + 1 型の素数であり、この類の素数は x2 + 6y2 と表せるが、337 = 112 + 6 × 62 である。1つ前は313、次は409。
- 10進数表記において桁を逆に並べても素数になる17番目のエマープである。1つ前は311、次は347。
  - 3,3,7 からできるどの3桁の整数もすべて素数になる最も小さな数を表す12番目の数である。1つ前は199、次は1111111111111111111。(オンライン整数列大辞典の数列 A258706)
  - 3,3,7 からできるどの3桁の整数もすべて素数になる18番目の数である。1つ前は311、次は373。(オンライン整数列大辞典の数列 A003459)
  - 各桁の並び順を変えないで入れ替えてできる数がすべて素数になる最も小さな数を表す12番目の数である。1つ前は199、次は3779。(オンライン整数列大辞典の数列 A263499)
  - 各桁の並び順を変えないで入れ替えてできる数がすべて素数になる19番目の数である。1つ前は311、次は373。(オンライン整数列大辞典の数列 A068652)
- すべての桁が素数である44番目の数である。1つ前は335、次は352。(オンライン整数列大辞典の数列 A046034)
  - すべての桁が素数で素数になる14番目の数である。1つ前は277、次は353。(オンライン整数列大辞典の数列 A019546)
  - 3 と 7 を使った3番目の素数である。1つ前は73、次は373。(オンライン整数列大辞典の数列 A020463)
    - a = 3 、b = 7 のときの a…ab の形で表せる31番目の素数である。1つ前は331、次は443。(オンライン整数列大辞典の数列 A062353)
    - 3…37 の形の2番目の素数である。1つ前は37、次は333337。(オンライン整数列大辞典の数列 A093168)
- 末尾の2桁が37の3番目の素数である。1つ前は137、次は937。(オンライン整数列大辞典の数列 A244768)
- 8番目の六芒星数である。1つ前は253、次は433。
  - 六芒星数が素数になる5番目の数である。1つ前は181、次は433。(オンライン整数列大辞典の数列 A083577)
- 各位の和が13になる24番目の数である。1つ前は328、次は346。
  - 各位の和が13になる数で素数になる7番目の数である。1つ前は283、次は373。(オンライン整数列大辞典の数列 A106755)
  - 各位の和が素数になる素数で、自身を作る数すべてが素数になる8番目の数である。1つ前は227、次は353。(オンライン整数列大辞典の数列 A062088)
- 各位の平方和が67になる最小の数である。次は373。(オンライン整数列大辞典の数列 A003132)
  - 各位の平方和が n になる最小の数である。1つ前の66は118、次の68は28。(オンライン整数列大辞典の数列 A055016)
- 各位の立方和が397になる最小の数である。次は373。(オンライン整数列大辞典の数列 A055012)
  - 各位の立方和が n になる最小の数である。1つ前の396は13356、次の398は1337。(オンライン整数列大辞典の数列 A165370)
- 1/337 は循環節の長さが336の循環小数になる。
  - 逆数が循環小数になる数で循環節が336になる最小の数である。次は674。
  - 循環節が n −1 である巡回数を作る25番目の素数である。1つ前は313、次は367。
  - 循環節が n になる最小の数である。1つ前の335は161471、次の337は427991。(オンライン整数列大辞典の数列 A003060)
- 337 = 34 + 44
  - n = 3 のときの n4 + (n + 1)4 の値とみたとき1つ前は97、次は881。
    - n4 + (n + 1)4 で表せる3番目の素数である。1つ前は97、次は881。(オンライン整数列大辞典の数列 A152913)

  - n = 4 のときの 3n + 4n の値とみたとき1つ前は91、次は1267。(オンライン整数列大辞典の数列 A074605)
  - 337 = 92 + 162
    - 異なる2つの平方数の和で表せる101番目の数である。1つ前は333、次は338。(オンライン整数列大辞典の数列 A004431)
- 二進数における独自周期素数（英語版）である。1つ前は331、次は683。(オンライン整数列大辞典の数列 A144755)
- 337 = 22 + 32 + 182 = 72 + 122 + 122
  - 3つの平方数の和2通りで表せる84番目の数である。1つ前は333、次は345。(オンライン整数列大辞典の数列 A025322)
  - 337 = 22 + 32 + 182
    - 異なる3つの平方数の和1通りで表せる96番目の数である。1つ前は336、次は358。(オンライン整数列大辞典の数列 A025339)
- 337 = 73 − 7 + 1
  - n = 7 のときの n3 − n + 1 の値とみたとき1つ前は211、次は505。(オンライン整数列大辞典の数列 A061600)
    - n3 − n + 1 の形の4番目の素数である。1つ前は211、次は991。(オンライン整数列大辞典の数列 A100698)

  - 337 = 73 − 6
    - 7n − 6 の形の2番目の素数である。1つ前は43、次は117643。(オンライン整数列大辞典の数列 A291861)
- 337 = 2 × 132 − 1
  - x = 13 のときの チェビシェフ多項式T2(x) = 2x2 − 1 の値とみたとき1つ前は287、次は391。(オンライン整数列大辞典の数列 A056220)

## その他 337 に関連すること
- 西暦337年
- 拍子 : 三三七拍子
- 『337』 - 近藤等則 & IMAのアルバム。